# Gnathoenia venerea
Gnathoenia venerea är en skalbaggsart. Gnathoenia venerea ingår i släktet Gnathoenia och familjen långhorningar.

## Underarter
Arten delas in i följande underarter:
- G. v. venerea
- G. v. pangalaensis
- G. v. ivindoensis